# 轉基因植物生產疫苗
轉基因植物疫苗是指將外源的疫苗抗原的基因導入植物基因裡，在植物的生長過程中，被導入的疫苗基因即可在植物中表達出疫苗抗原，將此抗原提取，經過處理即可作為疫苗使用，甚至一些已表達疫苗的植物可直接食用如：番茄、馬鈴薯香蕉等。這樣人類食用此植物即可使人體對此疫苗的免疫力。
转基因植物可食疫苗（Transgenic Plants Edible_vaccine）是利用分子生物学技术利用，将病原微生物的抗原编码基因导入植物，并在植物中表达出活性蛋白，人或动物食用含有该种抗原的转基因植物，激发肠道免疫系统，从而产生对病毒、寄生虫等病原菌的免疫能力。与常规疫苗相比较，转基因植物疫苗具有独特的优势：(1)可食用性，使用方便。将表达抗原的植物直接伺喂动物，给药过程非常方便，避免了繁琐的免疫程序；(2)生产成本低廉，易大规模生产。只需适宜的场地、水、肥和少量农药，不需严格的纯化程序；(3)使用安全，没有其他病原污染。其他疫苗在大规模细胞培养或繁殖过程中，很容易发生病原微生物特别是霉形体的污染，而转基因植物疫苗不存在这一问题，植物病毒不感染人和动物；(4)转基因植物能对蛋白质进行准确的翻译后加工修饰，使三维空间结构更趋于自然状态，表达的抗原与动物病毒抗原有相似的免疫原性和生物活性；(5)投递于胃肠道粘膜表面，进入粘膜淋巴组织，能产生较好的免疫效果。传统的非经肠道疫苗几乎不能产生特异的粘膜免疫。尽管转基因植物生产基因工程疫苗有许多优点，但就目前技术而言，仍存在疫苗在植物中的表达水干较低、提纯困难、口服时有被消化可能等问题。